# 克蘭倣鯨魚
克蘭倣鯨魚為輻鰭魚綱鯨頭魚目仿鯨科的其中一種，分布於中西大西洋的百慕達群島海域，屬深海魚類，棲息深度可達1464公尺。